# Крістофер Маркус і Стівен Макфілі
Крістофер Маркус (англ. Christopher Markus) та Стівен Макфілі (англ. Stephen McFeely) — американський дует сценаристів. Відомі за роботою над Кінематографічної всесвіту Marvel, написавши сценарії до трьох фільмів про Капітана Америку («Перший месник», «Інша війна» та «Протистояння»), «Тору 2: Царство темряви», «Месникам: Війні Нескінченності» і напишуть сценарії до «Месникам 4»; також є творцями серіалу «Агент Картер». Крім того вони написали сценарій кінотрилогії «Хроніки Нарнії».
Їх сценарним дебютом став фільм 2004 року «Життя і смерть Пітера Селлерса», за який вони отримали премію «Еммі» за кращий сценарій міні-серіалу, фільму або драматичної програми..

## Життя та кар'єра

### Крістофер Маркус
Маркус народився 2 січня 1970 року в Буффало, штат Нью-Йорк. Він є сином лікаря Габора Маркуса, який народився в Будапешті, Угорщина, та дипломованої медсестри Розмарі Голеб'євскі Маркус. Він має двох братів і сестер, сестер Дженніфер і Елізабет. Маркус отримав ступінь бакалавра з художньої літератури в Ратгерському університеті в 1991 році. Його батько — єврей, а мати — католичка. Станом на квітень 2012 року Маркус одружений з Клер Сондерс.

### Стівен Макфілі
Макфілі народився 24 лютого 1970 року у Волнат-Крік, Каліфорнія, і виріс у районі затоки Сан-Франциско. Він отримав ступінь бакалавра англійської мови в Університеті Нотр-Дам у 1991 році.

## Фільмографія

### Кінофільми
| Рік  | Назва                                        | Ориг. назва                                                    |
| ---- | -------------------------------------------- | -------------------------------------------------------------- |
| 2004 | Життя і смерть Пітера Селлерса               | The Life and Death of Peter Sellers                            |
| 2005 | Хроніки Нарнії: Лев, чаклунка і чарівна шафа | The Chronicles of Narnia: The Lion, the Witch and the Wardrobe |
| 2007 | Убий мене                                    | You Kill Me                                                    |
| 2008 | Хроніки Нарнії: Принц Каспіан                | The Chronicles of Narnia: Prince Caspian                       |
| 2010 | Хроніки Нарнії: Підкорювач зорі              | The Chronicles of Narnia: The Voyage of the Dawn Treader       |
| 2011 | Перший месник                                | Captain America: The First Avenger                             |
| 2013 | Кров'ю і потом: Анаболіки                    | Pain & Gain                                                    |
| 2013 | Тор 2: Царство темряви                       | Thor: The Dark World                                           |
| 2014 | Перший месник: Друга війна                   | Captain America: The Winter Soldier                            |
| 2016 | Перший месник: Протистояння                  | Captain America: Civil War                                     |
| 2018 | Месники: Війна Нескінченності                | Avengers: Infinity War                                         |
| 2019 | Месники: Завершення                          | Avengers: Endgame                                              |
| 2022 | Сіра людина                                  | The Gray Man                                                   |
| 2025 | Електричний штат                             | The Electric State                                             |
| 2026 | Месники: Судний день                         | Avengers: Doomsday                                             |
| 2027 | Месники: Таємні війни                        | Avengers: Secret Wars                                          |

### Телебачення
- Агент Картер / Agent Carter (творці, сценаристи, продюсери) (2015-2016)